# Caminata
Caminata är en ort och frazione i kommunen Alta Val Tidone i provinsen Piacenza i regionen Emilia-Romagna i Italien. 
Caminata upphörde som kommun den 1 januari 2018 och bildade med de tidigare kommunrna Nibbiano och Pecorara den nya kommunen Alta Val Tidone. Den tidigare kommunen hade 244 invånare (2017).